# Jarosław
Jarosław ( régi magyar neve: Iroszló, jiddisül: יאַרעסלאָוו Yareslov, németül: Jaroslau, ukránul: Ярослав) város Lengyelországban, a Kárpátaljai vajdaságban, a San folyó partján.

## Története
Délkelet-Lengyelországban, a San folyó fölötti magas parton elterülő Jarosławot feltehetően a névadó, Bölcs Jaroszláv kijevi nagyfejedelem alapította a 11. században. Ezután rövid megszakításokkal 1340-ig a halicsi fejedelemséghez tartozott. 1188 és 1190 között, III. Béla magyar király sikeres hadjárata után fia, András herceg lett a halicsi uralkodó. 1208-9-ben ismét magyar uralom alatt állt, majd évekig hol orosz, hol lengyel, hol magyar csapatok foglalták el. 1216-19-ben Kálmán halicsi király, 1227–29 között pedig öccse, András herceg uralkodott fölötte. 1231-ben aztán II. András, Béla és András herceg vette be Jarosław várát, és helyreállította András herceg halicsi uralmát, ami azonban csak három évig tartott. 1249-ben pedig egy egyesült magyar-lengyel sereg szenvedett vereséget Jarosławnál. 1340-ben Jarosławot is megörökölte Nagy Kázmér lengyel király. A település 1375-ben, Opolei Lászlótól, Nagy Lajos király halics-lodomériai kormányzójától nyert magdeburgi városjogot, és 1387-ben került, immár több mint 400 évre, Lengyelországhoz.
Jarosław egészen a 17. századig fontos kereskedelmi gócpont volt. Erre húzódott a Magyarország és Galícia, valamint a Kelet-Nyugat közötti árucsere-forgalom útvonala. Jelentős (több tízezres) vásárokat tartottak a városban, a San-parti kikötőben pedig áruval megrakott bárkák nyüzsögtek. 1625-ben viszont a vásár alkalmával tűz ütött ki, amely sok emberáldozatot követelt. Ettől kezdve megakadt a város fejlődése. 1656-ban az országot felszabadító Stefan Czarniecki a jarosławi csatában megverte a svédeket. 1683-ban a városban várta a győztes kahlenbergi és párkányi csatából hazatérő királyi férjét, a törökverő Sobieski Jánost felesége, Mária királyné. A nagy északi háború idején járt a városban Erős Ágost lengyel király és Nagy Péter cár, és évekig itt élt Sarolta Amália hercegnő, II. Rákóczi Ferenc felesége is. 1711-ben, szabadságharcának leverése után II. Rákóczi Ferenc és Bercsényi Miklós hosszabb ideig tartózkodtak a városban, és tárgyalásokat folytattak I. Péter orosz cárral. Jarosław volt a kuruc emigránsok központja, ezért is áll itt a lengyel-magyar barátság emlékműve.

## Látnivalói

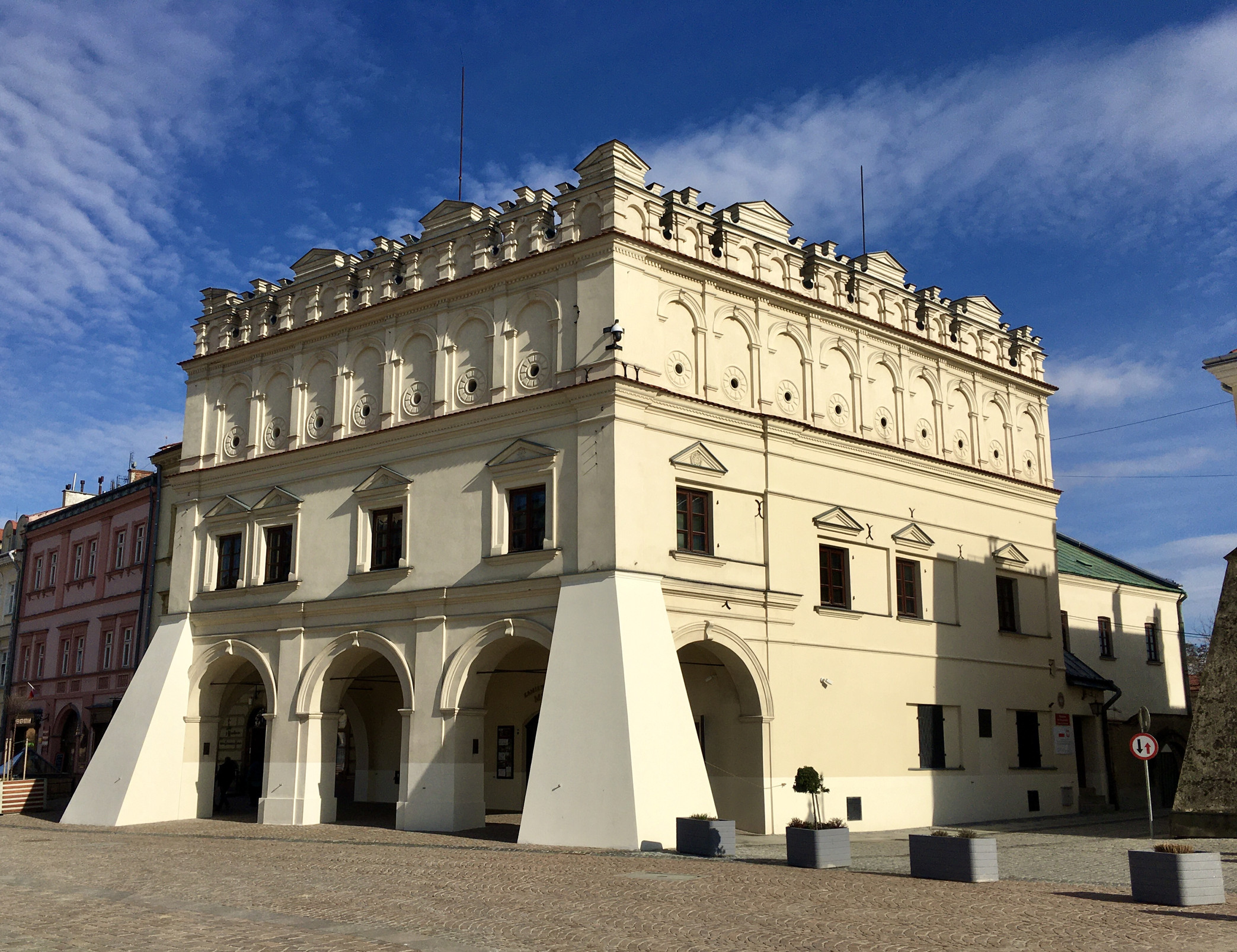
Orsetti-ház

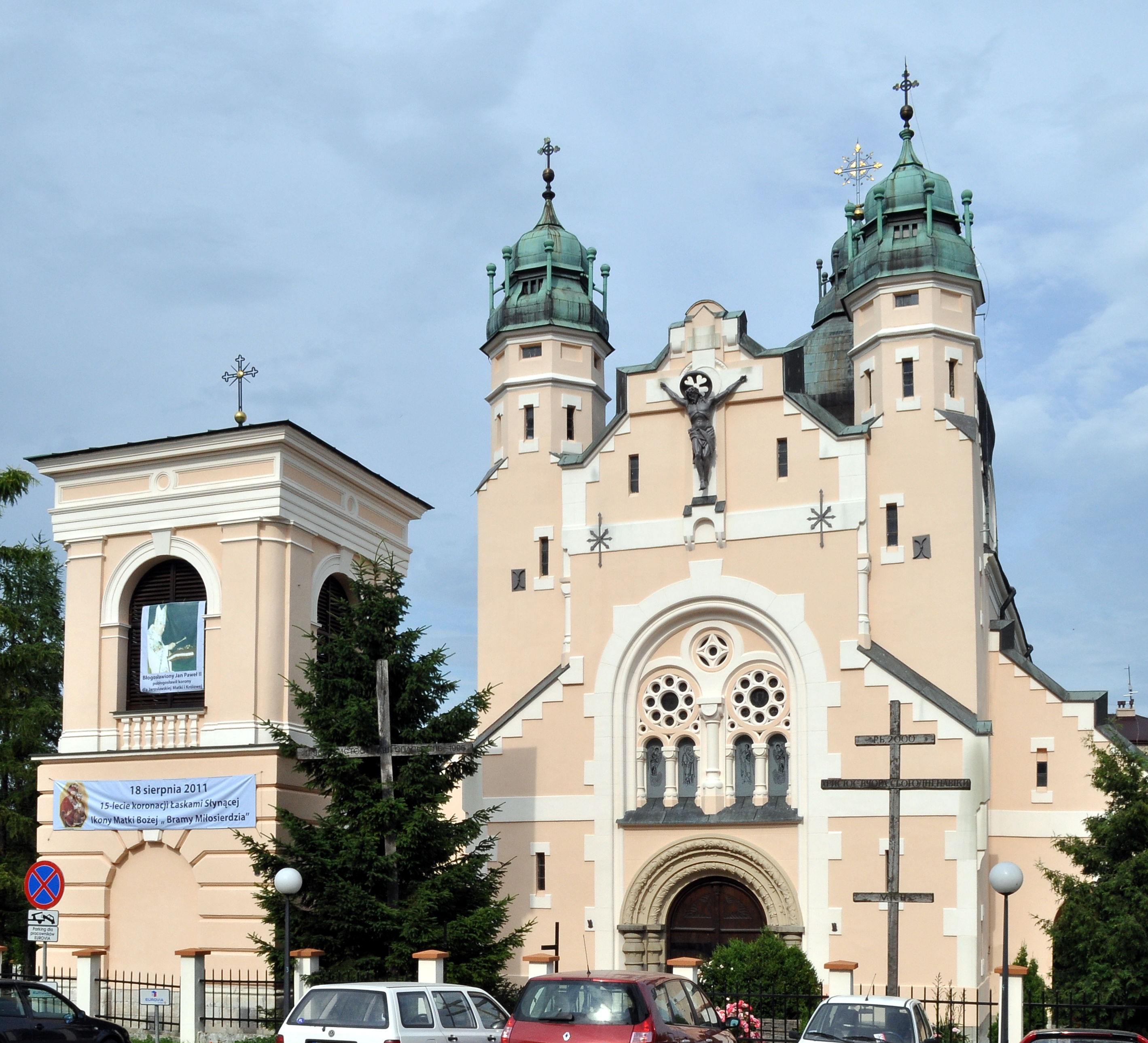
Görögkatolikus templom

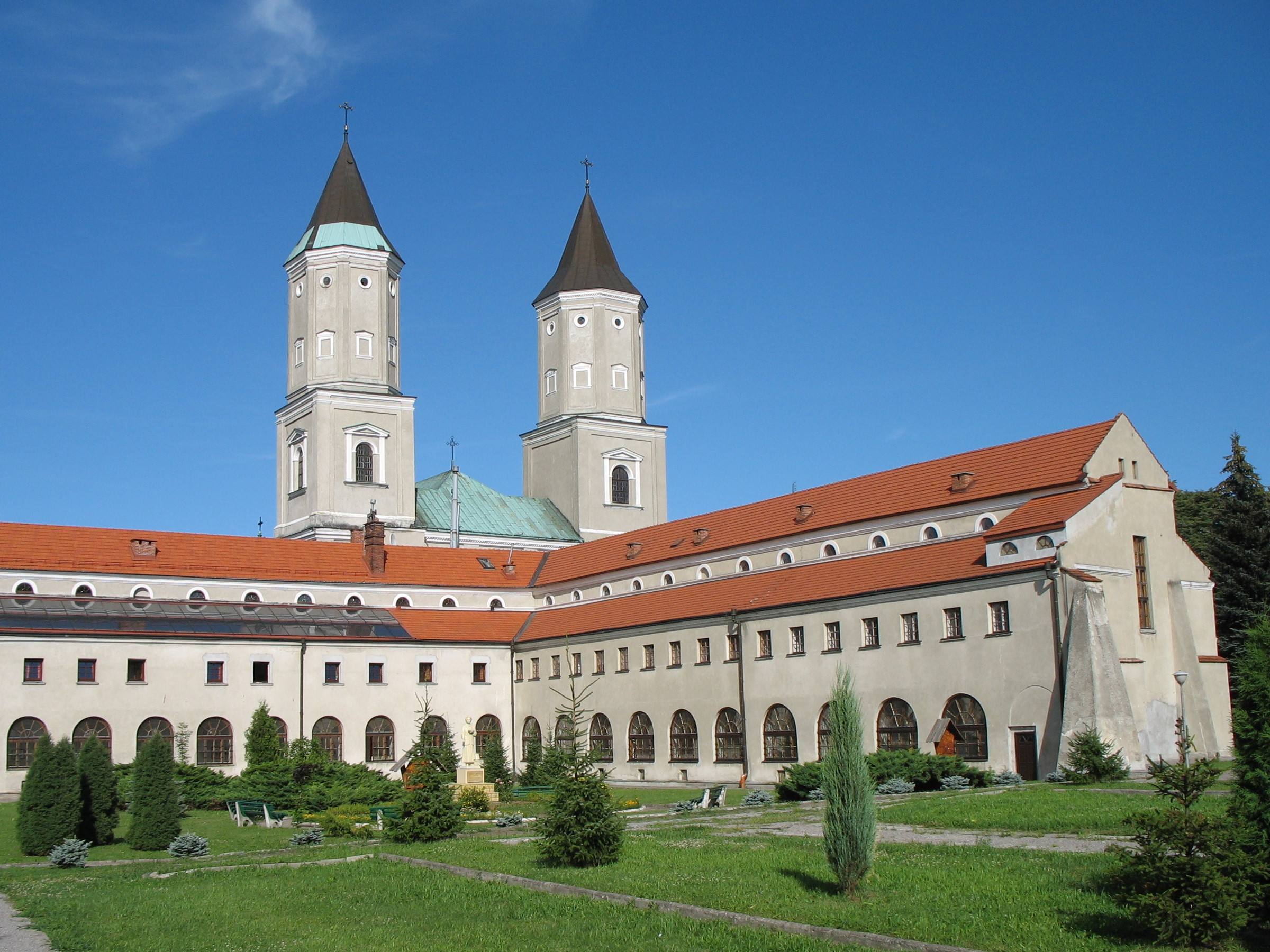
Benedek-rendi apátság

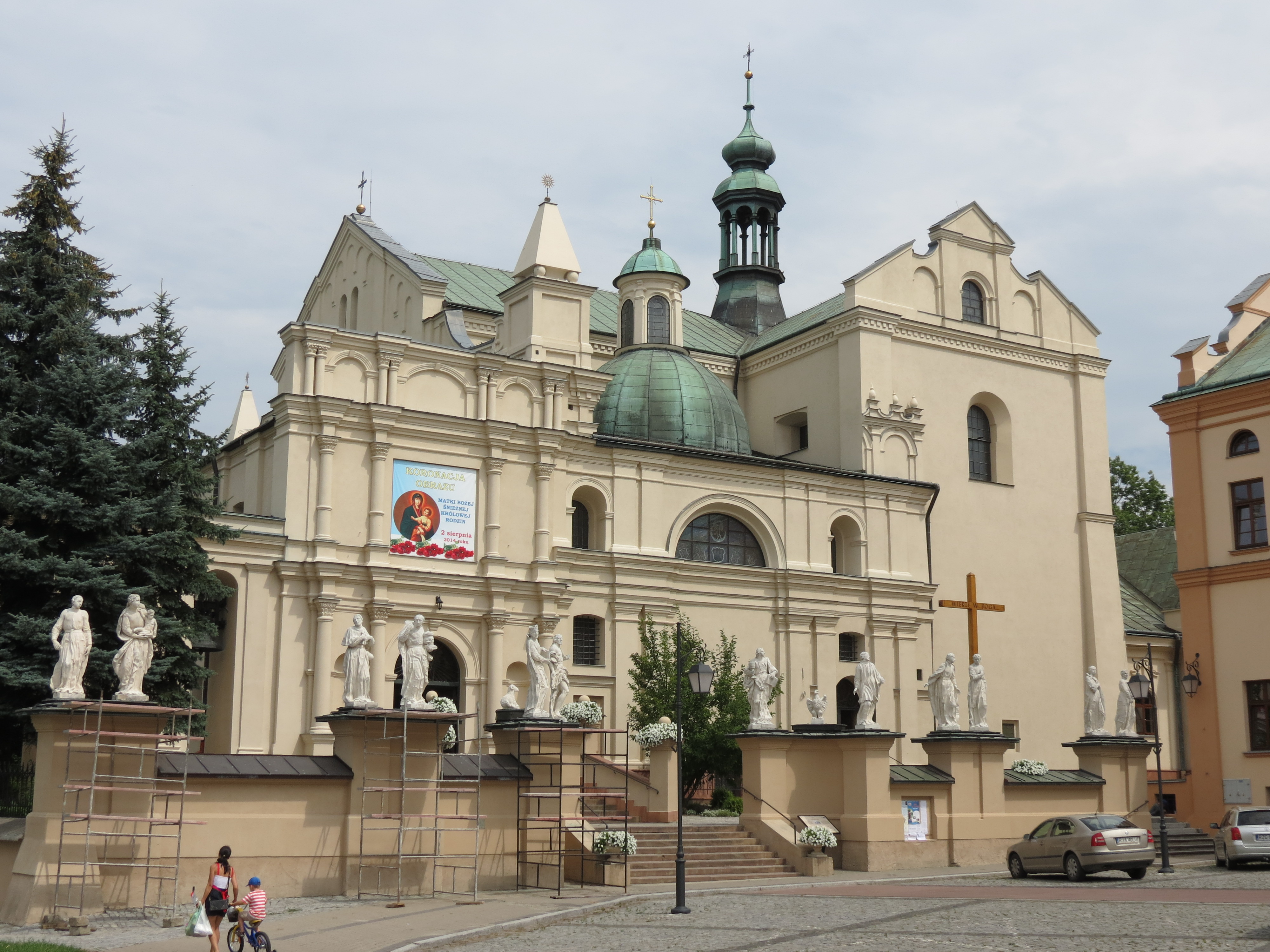
Krisztus teste társaskáptalani templom

- Főtér a 19. századi neoreneszánsz városházával, városkúttal és barokk polgárházakkal
- Az 1570-ben épült reneszánsz attikás, sgraffitós, lábas Orsetti-ház
- Görögkatolikus templom
- Bencés apátsági templom (gótikus-reneszánsz) és az 1615-ös apácakolostor
- Domonkos templom és kolostor
- Pincerendszer az óváros alatt
- A lengyel-magyar barátság emlékműve

## Testvérvárosok
Jarosław testvértelepülései a következők:
| - Nagymihály (Szlovákia) (1998 óta) - Orange (Franciaország) (2000 óta) - Dingelstädt (Németország) (2001 óta) - Vyškov (Csehország) (2001 óta) |  | - Ungvár (Ukrajna) (2002 óta) - Homonna (Szlovákia) (2005 óta) - Javoriv (Ukrajna) (2006 óta) - Schönebeck (Németország) (2007 óta) - Budapest X. kerülete (Magyarország) (2012 óta) |